# نیروگاه هسته‌ای کورسک
نیروگاه هسته‌ای کورسک (به لاتین: Kursk Nuclear Power Plant) یک نیروگاه هسته‌ای در روسیه است که در استان کورسک واقع شده‌است.